# Blue Demon Jr.
Luis Rabadan Jr. (né le 19 juillet 1966 à Mexico) est un catcheur (lutteur professionnel) mexicain connu sous le nom de ring de Blue Demon Jr.. Il est le fils adoptif du catcheur Blue Demon et décide de devenir catcheur sous le nom de Blue Demon Jr. en 1985. Il fait l'essentiel de sa carrière au Mexique principalement à la Empresa Mexicana de la Lucha Libre / Consejo Mundial de Lucha Libre (EMLL devenu CMLL en 1991) et à l'Asistencia Asesoría y Administración / Lucha Libre AAA Worldwide (AAA). 

## Jeunesse
Luis Rabadan Jr. est le fils adoptif du catcheur Blue Demon. Il a un frère, Alfredo Muñoz qui est le fils légitime de Blue Demon. Son père souhaite qu'il devienne catcheur et lui apprend les bases du karaté, du judo et du kung-fu. Il étudie à l'Académie militaire du Mexique à Tacubaya (es) et y obtient une licence en systèmes informatiques et administratifs.

## Carrière de catcheur

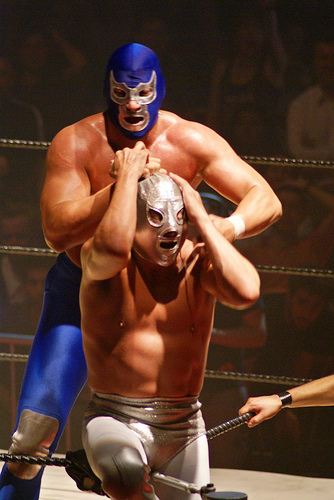
El Hijo De Santo contre Blue Demon Jr.

### Débuts (1985-1996)
Au cours de ses études, les camarades de Luis Rabadan Jr. lui suggère de devenir catcheur. Blue Demon accepte de l'entraîner à condition qu'il obtienne un diplôme universitaire.

### Asistencia Asesoría y Administración (1996-2001; 2013-...)
Lors de Triplemanía XXI, il bat El Mesías et remporte le vacant AAA Latin American Championship.

## Palmarès
- Asistencia Asesoría y Administración / Lucha Libre AAA Worldwide (AAA)
  - 2 fois champion d'Amérique Latine de la AAA[7]
  - 1 fois champion national du Mexique Atómicos avec La Parka Jr., Perro Aguayo Jr. et Máscara Sagrada Jr.[8]
  - 1 fois champion national du Mexique poids lourd légers[9]

- National Wrestling Alliance (NWA)
  - 1 fois champion du monde poids lourd de la NWA[10]
- Pro Wrestling Revolution (PWR)
  - 2 fois champion du monde poids lourd de la PWR[11]
  - 1 fois champion du monde de la PWR[12]

- World Wrestling Association (WWA)
  - 1 fois champion du monde des poids mi-lourds de la WWA[13]
  - 1 fois champion du monde des poids moyen de la WWA[14]
  - 2 fois champion du monde des poids welters de la WWA[15]

## Récompenses des magazines
- Pro Wrestling Illustrated

| Année | 1998 | 1999 à 2005 | 2006 | 2007       | 2008 | 2009 | 2010 | 2011 | 2012 | 2013 | 2014 | 2015 | 2016 | 2017 | 2018 | 2019 | 2020 à 2021 | 2022 |
| ----- | ---- | ----------- | ---- | ---------- | ---- | ---- | ---- | ---- | ---- | ---- | ---- | ---- | ---- | ---- | ---- | ---- | ----------- | ---- |
| Rang  | 206  | Non classé  | 376  | Non classé | 121  | 22   | 65   | 128  | 158  | 108  | 155  | 146  | 331  | 357  | 315  | 298  | Non classé  | 383  |